# Staffelfelden
Staffelfelden [stafəlfɛldən] est une commune de la banlieue de Mulhouse située au pied du massif des Vosges. La commune est située dans la circonscription administrative du Haut-Rhin et, depuis le 1er janvier 2021, dans le territoire de la Collectivité européenne d'Alsace, en région Grand Est.
Elle se trouve dans la région historique et culturelle d'Alsace.
Elle est membre de Mulhouse Alsace Agglomération et fait partie des 20 communes de l'agglomération mulhousienne ayant l'obligation de mettre en place une ZFE-m avant le 31 décembre 2024. Ses habitants sont appelés les Staffelfeldois et les Staffelfeldoises.

## Géographie
La commune de Staffelfelden fait partie de l'unité urbaine de Mulhouse. Elle est traversée par la Thur.
| Bollwiller Berrwiller | Feldkirch     | Pulversheim |
| Wattwiller            | Staffelfelden |             |
| Uffholtz              | Wittelsheim   |             |

### Hydrographie

#### Réseau hydrographique
La commune est dans le bassin versant du Rhin au sein du bassin Rhin-Meuse. Elle est drainée par la Thur, le canal d'evacuation des Mines de Potasse, le ruisseau Silberlochrunz, le canal Thann-Cernay et le Krebsbach,,.
La Thur, d'une longueur de 53 km, prend sa source dans la commune de Wildenstein et se jette  dans l'Ill à Ensisheim, après avoir traversé 20 communes. Les caractéristiques hydrologiques de la Thur sont données par la station hydrologique située sur la commune de Pulversheim. Le débit moyen mensuel est de 6,11 m3/s. Le débit moyen journalier maximum est de 126 m3/s, atteint lors de la crue du 15 février 1990. Le débit instantané maximal est quant à lui de 153 m3/s, atteint le 14 janvier 2004.
Le canal d'évacuation des Mines de Potasse, d'une longueur de 28 km, est un canal, chenal non navigable qui relie la commune  la commune, où il se jette dans la Thur. 

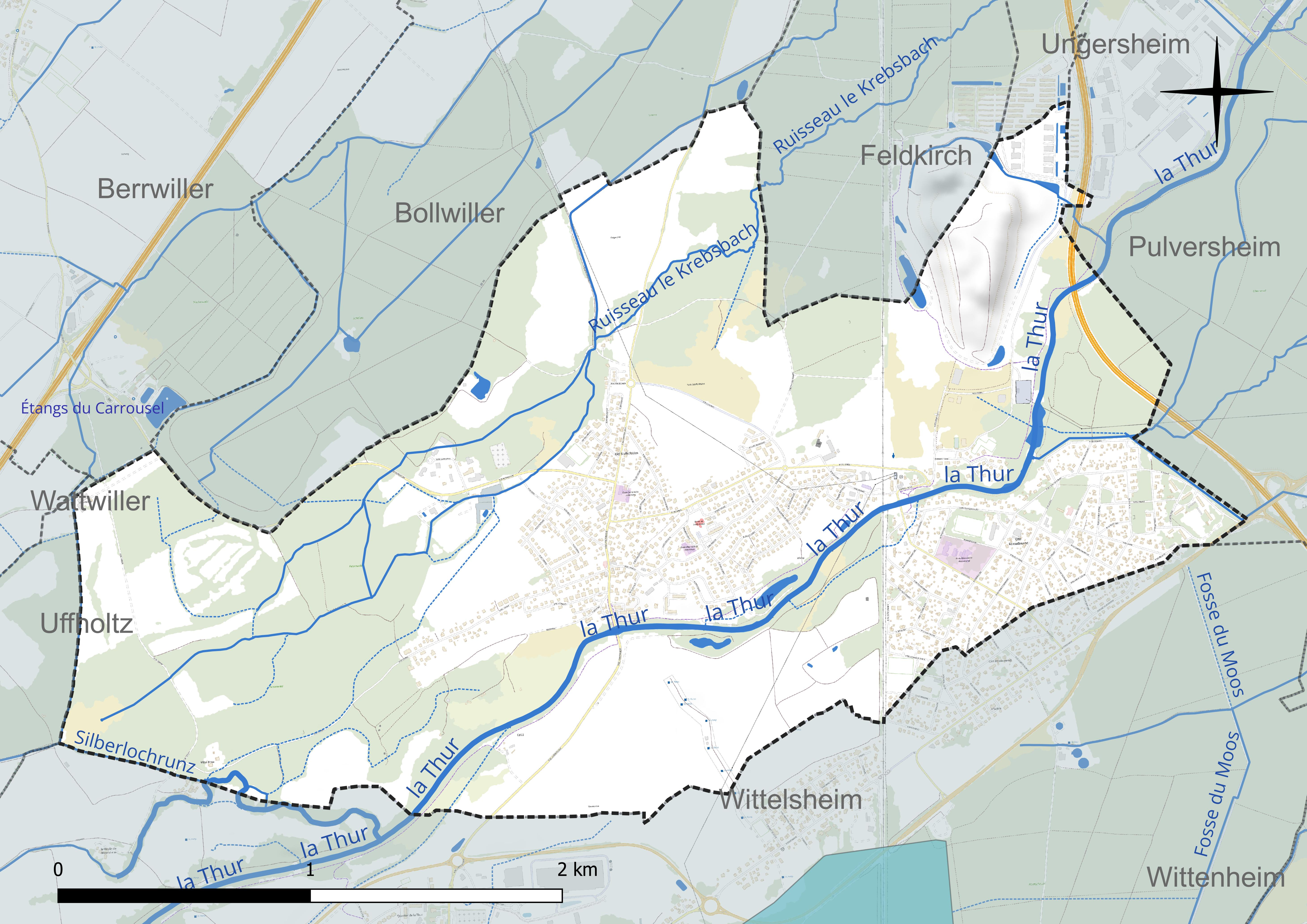
Réseau hydrographique de Staffelfelden.

#### Gestion et qualité des eaux
Le territoire communal est couvert par le schéma d'aménagement et de gestion des eaux (SAGE) « Ill Nappe Rhin ». Ce document de planification concerne la nappe phréatique rhénane, les cours d'eau de la plaine d'Alsace et du piémont oriental du Sundgau, les canaux situés entre l'Ill et le Rhin et les zones humides de la plaine d'Alsace. Le périmètre s’étend sur 3 596 km2. Il a été approuvé le 17 janvier 2005. La structure porteuse de l'élaboration et de la mise en œuvre est la région Grand Est. 
La qualité des cours d’eau peut être consultée sur un site dédié géré par les agences de l’eau et l’Agence française pour la biodiversité. 

### Climat
Pour des articles plus généraux, voir Climat du Grand Est et Climat du Haut-Rhin.
En 2010, le climat de la commune est de type climat des marges montargnardes, selon une étude du Centre national de la recherche scientifique s'appuyant sur une série de données couvrant la période 1971-2000. En 2020, Météo-France publie une typologie des climats de la France métropolitaine dans laquelle la commune est exposée à un climat semi-continental et est dans la région climatique  Vosges, caractérisée par une pluviométrie très élevée (1 500 à 2 000 mm/an) en toutes saisons et un hiver rude (moins de 1 °C). 
Pour la période 1971-2000, la température annuelle moyenne est de 10,4 °C, avec une amplitude thermique annuelle de 17,7 °C. Le cumul annuel moyen de précipitations est de 734 mm, avec 8,7 jours de précipitations en janvier et 9,7 jours en juillet. Pour la période 1991-2020, la température moyenne annuelle observée sur la station météorologique de Météo-France la plus proche, « Guebwiller », sur la commune de Guebwiller à 10 km à vol d'oiseau, est de 11,4 °C et le cumul annuel moyen de précipitations est de 919,6 mm. 
La température maximale relevée sur cette station est de 39,9 °C, atteinte le 13 août 2003 ; la température minimale est de −16,3 °C, atteinte le 20 décembre 2009,,. 
Les paramètres climatiques de la commune ont été estimés pour le milieu du siècle (2041-2070) selon différents scénarios d'émission de gaz à effet de serre à partir des nouvelles projections climatiques de référence DRIAS-2020. Ils sont consultables sur un site dédié publié par Météo-France en novembre 2022.

## Urbanisme

### Typologie
Au 1er janvier 2024, Staffelfelden est catégorisée ceinture urbaine, selon la nouvelle grille communale de densité à sept niveaux définie par l'Insee en 2022.
Elle appartient à l'unité urbaine de Mulhouse, une agglomération intra-départementale regroupant 20  communes, dont elle est une commune de la banlieue,,. Par ailleurs la commune fait partie de l'aire d'attraction de Mulhouse, dont elle est une commune de la couronne,. Cette aire, qui regroupe 132 communes, est catégorisée dans les aires de 200 000 à moins de 700 000 habitants,.

### Occupation des sols
L'occupation des sols de la commune, telle qu'elle ressort de la base de données européenne d’occupation biophysique des sols Corine Land Cover (CLC), est marquée par l'importance des forêts et milieux semi-naturels (35,7 % en 2018), une proportion sensiblement équivalente à celle de 1990 (35,1 %). La répartition détaillée en 2018 est la suivante : 
terres arables (28,4 %), forêts (27,9 %), zones urbanisées (19,4 %), mines, décharges et chantiers (9,9 %), milieux à végétation arbustive et/ou herbacée (7,8 %), zones agricoles hétérogènes (5,8 %), prairies (0,7 %), zones industrielles ou commerciales et réseaux de communication (0,1 %). L'évolution de l’occupation des sols de la commune et de ses infrastructures peut être observée sur les différentes représentations cartographiques du territoire : la carte de Cassini (XVIIIe siècle), la carte d'état-major (1820-1866) et les cartes ou photos aériennes de l'IGN pour la période actuelle (1950 à aujourd'hui).

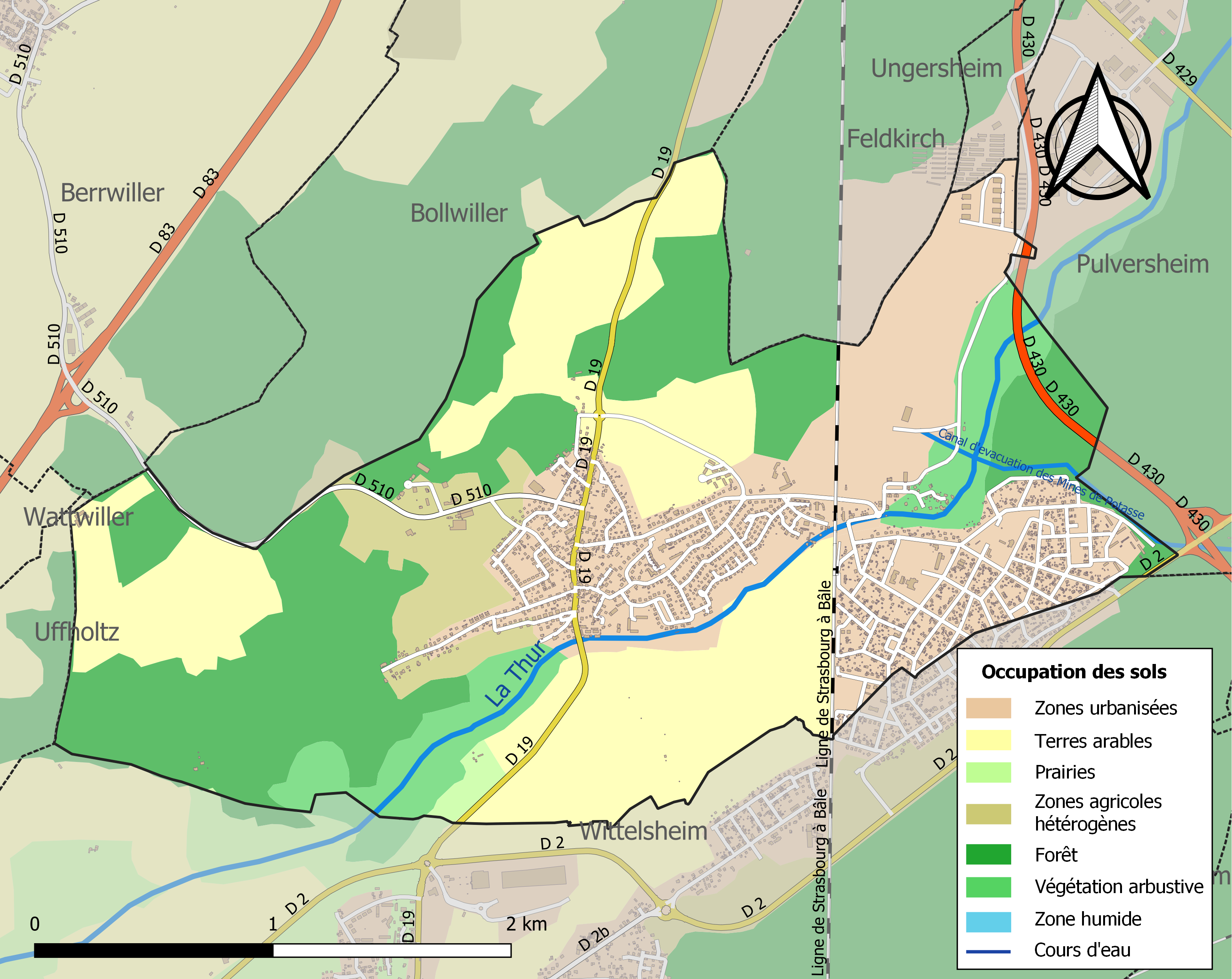
Carte des infrastructures et de l'occupation des sols de la commune en 2018 (CLC).

## Histoire
Staffelfelden est un village qui a été donné en fief à plusieurs familles nobles. Premièrement par les comtes de Ferrette, ensuite par les Habsbourg et pour finir par le roi de France. Baradin et Peschery ont été les derniers seigneurs du village qui ont fait reconstruire le château et bâtir la ferme de Labussière, à l'origine une auberge tenue par un Arlésien.
Village de 450 habitants au début du XXe siècle, Staffelfelden est devenu au fil des ans une commune de plus de 3 500 habitants sous l'impulsion d'une activité minière aujourd'hui disparue. De 1913 à 1999, la mine Marie-Louise a été le moteur économique de la commune. Elle était constituée de 3 puits : Marie (1913-1998, -643 m), Marie-Louise (1913-1998, -643 m) et Staffelfelden (1975-2001, -786 m). Ce dernier étant équipé du plus haut chevalement minier de France (74 m).
Une nappe de pétrole a été exploitée à Staffelfelden entre 1951 et 1963. De cette activité, elle conserve la trace par ses caractéristiques urbanistiques et notamment par la Cité Rossalmend, qualifiée de plus belle Cité Industrielle de France, et par une activité associative dynamique. Le vieux noyau villageois est doublé de l'importante cité de Rossalmend entre les deux guerres.
La réhabilitation de l'ancienne Salle des Fêtes Marie-Louise en un équipement à vocation culturelle et sportive lui permet d'offrir à sa population une programmation culturelle attractive.
Staffelfelden, traversée par la Thur, bénéficie d'une desserte ferroviaire et des grands axes routiers qui la contournent sans lui occasionner de nuisances.

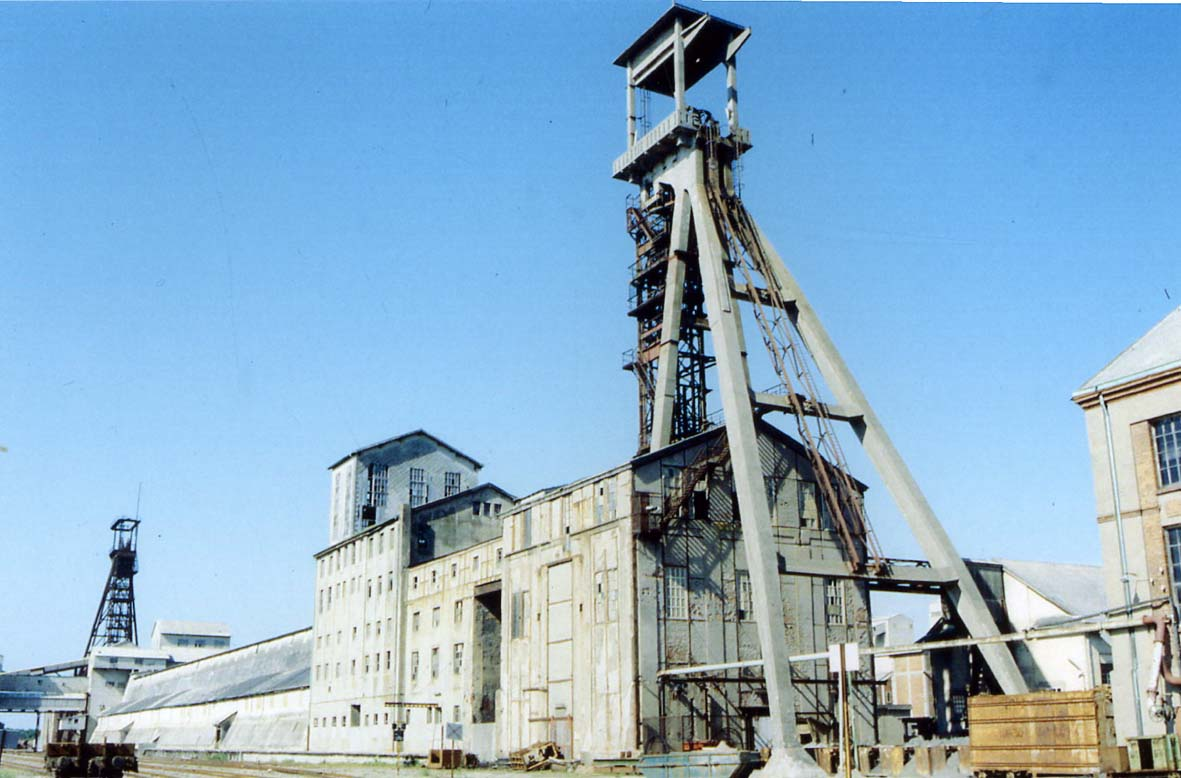
Mine Marie-Louise à Staffelfelden.

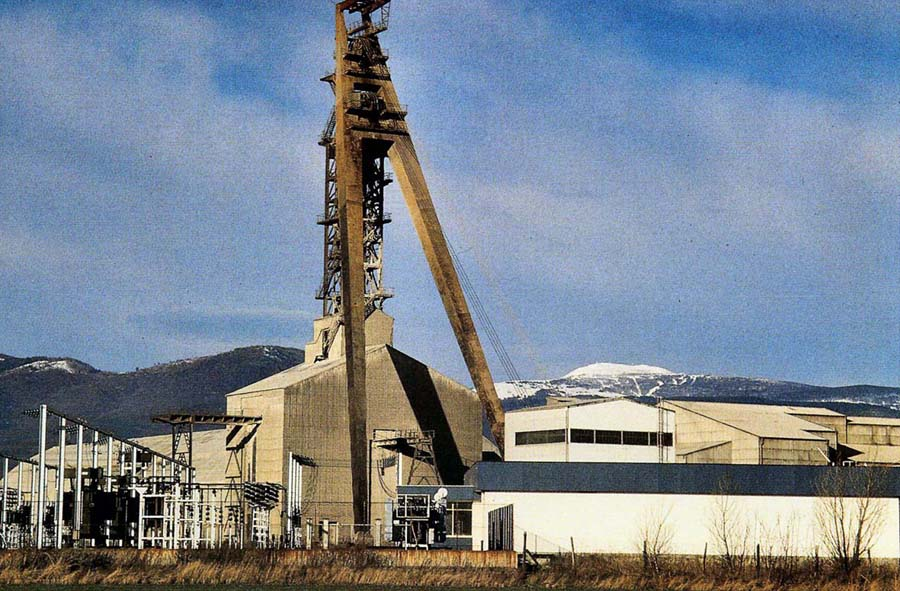
Chevalement du puits de Staffelfelden.

### Héraldique
| Blason de Staffelfelden | Les armes de Staffelfelden se blasonnent ainsi : « De gueules à l'étui de crosse d'argent tourné vers sénestre. » |

## Résultats des dernières élections présidentielles (2etour)
2002 : Inscrits : 2 643 - Abst. : 22,97 % - Jacques Chirac : 1 246 voix (66,49 %) - Jean-Marie Le Pen : 628 voix (33,51 %)
2007 : Inscrits : 2 858 - Abst. : 17,28 % - Nicolas Sarkozy : 1 283 voix (57 %) - Ségolène Royal : 968 voix (43 %)
2012 : Inscrits : 2 932 - Abst. : 22,24 % - Nicolas Sarkozy : 1 174 voix (55,38 %) - François Hollande : 946 voix (44,62 %)
(Sources : Ministère de l'Intérieur).

### Liste des maires

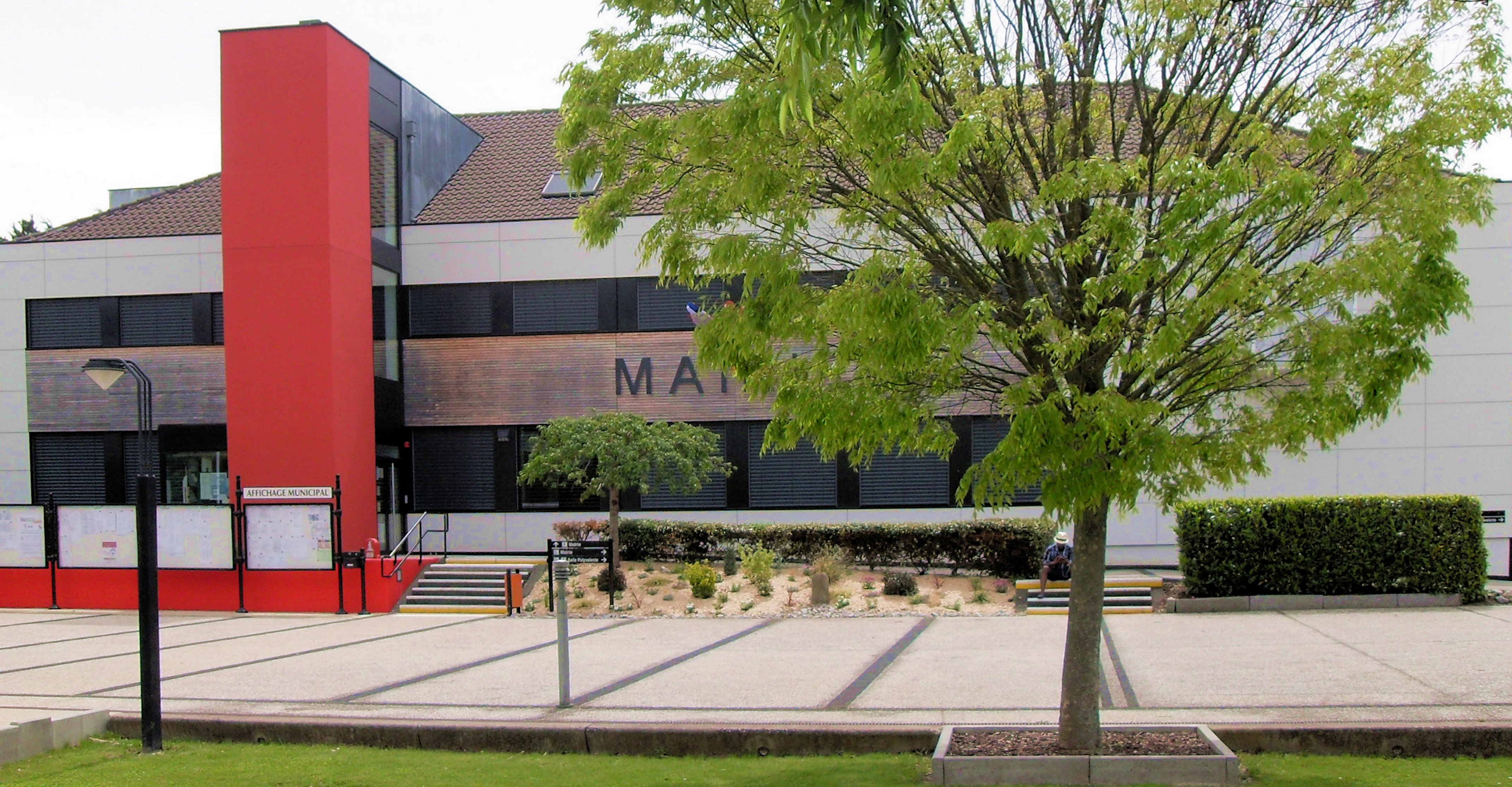
La mairie.

## Démographie
L'évolution du nombre d'habitants est connue à travers les recensements de la population effectués dans la commune depuis 1793. Pour les communes de moins de 10 000 habitants, une enquête de recensement portant sur toute la population est réalisée tous les cinq ans, les populations de référence des années intermédiaires étant quant à elles estimées par interpolation ou extrapolation. Pour la commune, le premier recensement exhaustif entrant dans le cadre du nouveau dispositif a été réalisé en 2006.

En 2022, la commune comptait 4 070 habitants, en évolution de +2,83 % par rapport à 2016 (Haut-Rhin : +0,66 %, France hors Mayotte : +2,11 %).
| 1793 | 1800 | 1806 | 1821 | 1831 | 1836 | 1841 | 1846 | 1851 |
| ---- | ---- | ---- | ---- | ---- | ---- | ---- | ---- | ---- |
| 189  | 200  | 177  | 288  | 302  | 315  | 357  | 312  | 403  |

| 1856 | 1861 | 1866 | 1871 | 1875 | 1880 | 1885 | 1890 | 1895 |
| ---- | ---- | ---- | ---- | ---- | ---- | ---- | ---- | ---- |
| 358  | 313  | 326  | 340  | 305  | 297  | 289  | 265  | 266  |

| 1900 | 1905 | 1910 | 1921 | 1926 | 1931  | 1936  | 1946  | 1954  |
| ---- | ---- | ---- | ---- | ---- | ----- | ----- | ----- | ----- |
| 250  | 237  | 253  | 449  | 673  | 2 057 | 1 566 | 2 457 | 2 670 |

| 1962  | 1968  | 1975  | 1982  | 1990  | 1999  | 2006  | 2011  | 2016  |
| ----- | ----- | ----- | ----- | ----- | ----- | ----- | ----- | ----- |
| 3 164 | 3 234 | 3 513 | 3 465 | 3 331 | 3 553 | 3 579 | 3 683 | 3 958 |

| 2021  | 2022  | - | - | - | - | - | - | - |
| ----- | ----- | - | - | - | - | - | - | - |
| 4 061 | 4 070 | - | - | - | - | - | - | - |